# Paraplotosus albilabris
Paraplotosus albilabris és una espècie de peix de la família dels plotòsids i de l'ordre dels siluriformes.

## Morfologia
- Els mascles poden assolir 134 cm de longitud total.[5][6]

## Alimentació
Menja mol·luscs gastròpodes i crustacis.

## Hàbitat
És un peix de clima tropical i associat als esculls de corall que viu entre 0-10 m de fondària.

## Distribució geogràfica
Es troba a l'Índic i l'oest del Pacífic.

## Observacions
- Sembla que és nocturn.[20]
- Posseeix un verí potent.[21]